# John Ericsson (byggnadsingenjör)
Nils Johan "John" Ericsson, född 23 maj 1868 i Moheda socken, död 29 juni 1934 i Chicago, var en svenskamerikansk byggnadsingenjör. Han var bror till Henry Ericsson.
John Ericsson var son till hemmansägaren Carl Ericsson. Han emigrerade till Minnesota 1884 med föräldrarna och arbetade till en början där som lantbruksarbetare men fick därefter arbete som murare och blev efterhand verkmästare inom byggnadsbranschen i Chicago där brodern Henry då börjat sin verksamhet som byggmästare. 1890-1902 arbetade han åt denne som "byggnadssuperintendent". 1902-1906 var han tillsammans med brodern delägare i firman Henry & John Ericsson men blev därefter 1906 delägare i Lanquist & Illsley Co, en av Chicagos ledande byggfirmor. 1919 grundade han firman John E. Ericsson Co och blev 1931 byggnadskommissarie i Chicago. Vid hans tillträde hade dock staden drabbats av den stora depressionen och i staden genomfördes ytterst få byggprojekt. Kort därefter avled John Ericsson.

## Fotnoter
1. 1 2  Nils Johan (John) Emil Ericsson, Svenskt biografiskt lexikon, Svenskt Biografiskt Lexikon-ID: 15379, läs online.[källa från Wikidata]